# Став-Ноаковський
Став-Ноаковський (пол. Staw Noakowski) — село в Польщі, у гміні Неліш Замойського повіту Люблінського воєводства.
Населення — 259 осіб (2011).
У 1975-1998 роках село належало до Замойського воєводства.

## Демографія
Демографічна структура станом на 31 березня 2011 року:
|          | Загалом | Допрацездатний вік | Працездатний вік | Постпрацездатний вік |
| -------- | ------- | ------------------ | ---------------- | -------------------- |
| Чоловіки | 122     | 22                 | 84               | 16                   |
| Жінки    | 137     | 22                 | 76               | 39                   |
| Разом    | 259     | 44                 | 160              | 55                   |